# Erwin Sinnwell
Erwin Sinnwell (* 17. März 1929 in Hüttersdorf; † 12. September 2014) war ein deutscher Diplom-Kaufmann, Manager und Politiker (CDU).

## Leben und Beruf
Nach Schulbesuch und Abitur am Gymnasium am Stadtgarten (Saarlouis) nahm Sinnwell ein Studium an den Universitäten in Mainz, Köln und Innsbruck auf, das mit der mit dem Prüfung zum Diplom-Kaufmann sowie mit der Promotion zum Doktor der Wirtschaftswissenschaften abschloss. Seit 1951 war er Mitglied der katholischen Studentenverbindung K.D.St.V. Rappoltstein (Straßburg) Köln. 1954 wurde er auf Betreiben von Ministerpräsident Johannes Hoffmann Referent für Wirtschaftsfragen im saarländischen Amt für europäische und auswärtige Angelegenheiten. Ein Jahr später entließ dieser ihn jedoch aufgrund seiner pro-deutschen Haltung. Anschließend betätigte er sich zeitweise als Publizist.
Sinnwell wechselte in das Bankwesen und wurde 1958 stellvertretender Leiter der Kreissparkasse Saarlouis. Von 1964 bis 1966 nahm er an einem Entwicklungshilfeprojekt in Ägypten teil, wo er im Auftrag des Deutschen Sparkassen- und Giroverbandes (DSGV) ein Sparkassensystem aufbaute. Er wurde 1968 Vorstandsvorsitzender der Kreissparkasse Saarlouis und fungierte von 1969 bis 1974 als Generaldirektor des Internationalen Institutes der Sparkassen in Genf. 1974 bis 1976 war er saarländischer Wirtschaftsminister. Nach seinem Ausscheiden aus dem Ministeramt war er von 1977 bis 1984 Vorstandsvorsitzender der Landesbank Rheinland-Pfalz. Später war er bis 1995 Beiratsvorsitzender der Globus SB-Warenhaus Holding GmbH & Co. KG in St. Wendel.
Erwin Sinnwell war verheiratet und hatte einen Sohn und eine Tochter.

## Politik
Sinnwell zählte zu den Gründern der CDU Saar und wurde am 23. Januar 1974 als Minister für Wirtschaft, Verkehr und Landwirtschaft in die von Ministerpräsident Franz-Josef Röder geführte Regierung des Saarlandes berufen. Bei den Landtagswahlen im Mai 1975 wählte man ihn in den Saarländischen Landtag, dem er bis zu seiner Mandatsniederlegung am 10. November 1976 angehörte. Nach der Bildung einer Schwarz-Gelben Koalition schied er am 1. März 1977 aus der Landesregierung aus und wurde in seinem Ministeramt durch den FDP-Politiker Werner Klumpp abgelöst.

## Ehrungen
- 1975: Bundesverdienstkreuz 1. Klasse
- 1980: Saarländischer Verdienstorden[2]